# Franz Hermann von Hermannsthal

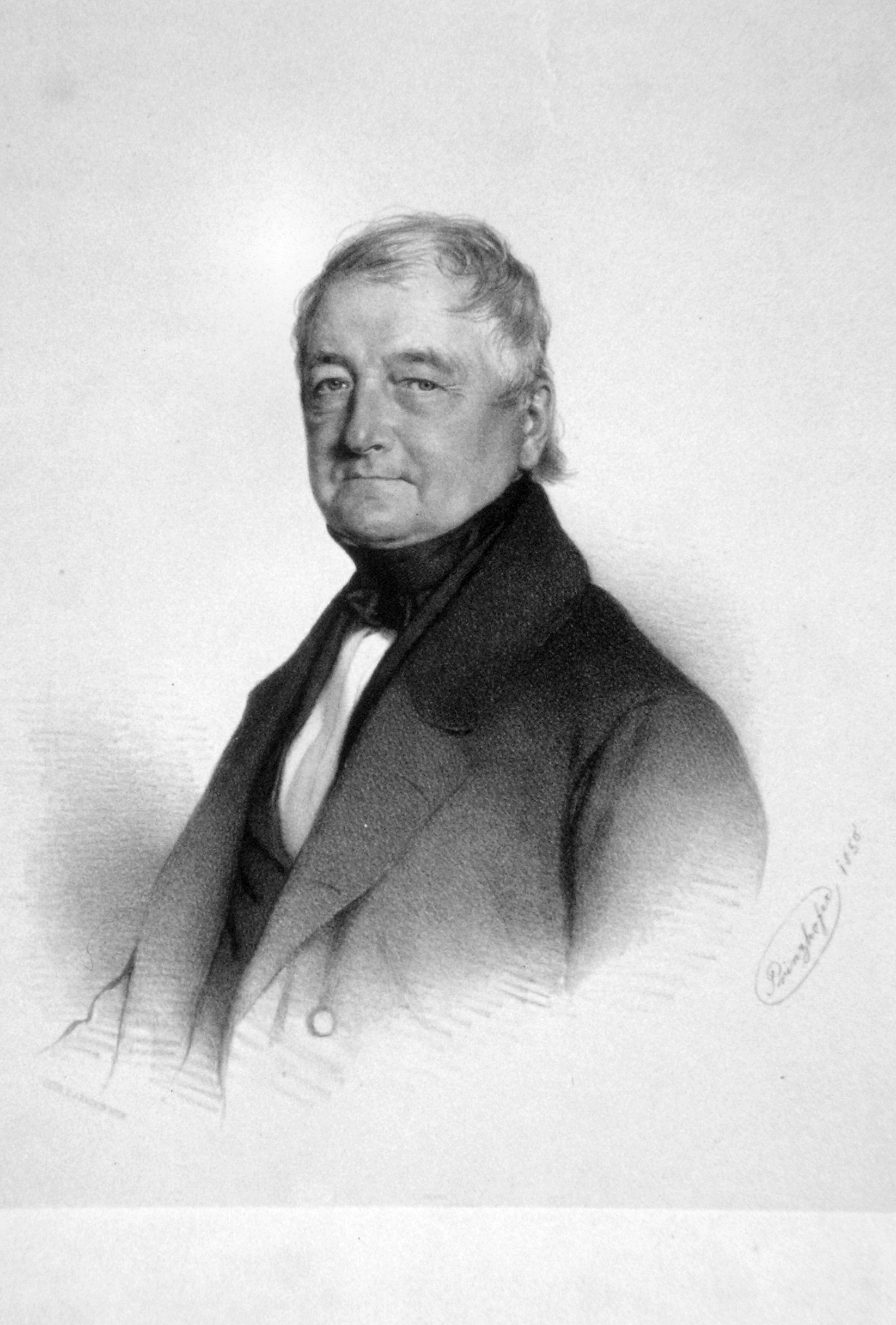
Franz Herman von Herrmansthal Lithographie von August Prinzhofer, 1850

Franz Hermann von Hermannsthal (* 14. August 1799 in Wien; † 24. Juni 1875 ebenda) war ein österreichischer Verwaltungsbeamter, Dichter und Dramaturg.

## Leben
Hermann von Hermannsthal war Sohn eines k.k. Vizehofbuchhalters beim Hofkriegsrat und besuchte die Universität Wien. Er absolvierte dort ein Studium der Rechtswissenschaft. Während seines Studiums trat er 1819 dem burschenschaftlichen Kreis Wien bei. Nach seinem Studium trat er im Bereich der Finanzverwaltung in den Staatsdienst ein und wechselte zirka 1830 als Sekretär zur Cameral-Gefällen-Administration nach Laibach. Später kehrte er in seine Heimatstadt Wien zurück wurde Ministerialsekretär im Finanzministerium. Er steig dort zum Sektionsrat auf. Am 27. Oktober 1864 wurde er in den Ruhestand versetzt.
Hermann von Hermannsthal widmete sich bereits früh der Poesie. Er widmete sich auch den Dramen und debütierte mit Die Blutrache (1831). Ziani und seine Braut (1847) und Die letzte Ravenswood (1860) kamen im Wiener Hofburgtheater zur Aufführung und konnten bei den Zeitgenossen Achtungserfolge verzeichnen. Auch seine Gedichte erhielten zu seiner Zeit Lob, werden aber heute mitunter als mittelmäßig eingeordnet.

## Publikationen (Auswahl)
- Gedichte, Gerold, Wien 1830.
- Die Blutrache. Wagner, Freiburg im Breisgau 1831.
- Mein Lebenslauf in der Fremde, Wagner, Freiburg im Breisgau 1837.
- Ziani und seine Braut, Drama, 1847.
- Die letzte Ravenswood, Trauerspiel, 1860.
- Ghaselen: alte und neue, Reclam, Leipzig 1872.